# Der Golem, wie er in die Welt kam
Der Golem, wie er in die Welt kam (internationell titel: The Golem) är en tysk stumfilm från 1920 som regisserades av Carl Boese och Paul Wegener.

## Handling
En judisk rabbin i Prag, Löw, skapar en gigantisk varelse av lera - en golem. Han väcker liv i varelsen för att beskydda judarna från förföljelse. 

## Om filmen
Der Golem blev Fritz Felds första film. Paul Wegener, som var med och regisserade, medverkar även i filmen.

## Medverkande
- Albert Steinrück – Rabbi Löw
- Paul Wegener – Golem
- Lyda Salmonova – Miriam
- Ernst Deutsch – Löws assistent
- Lothar Müthel – Riddar Florian
- Otto Gebühr – Kejsare
- Hans Stürm – Rabbi Jehuda
- Max Kronert – Grindvakt
- Greta Schröder – En dam vid hovet
- Loni Nest – Liten flicka
- Fritz Feld – En gycklare